# The Sphinx (Lied)
The Sphinx ist ein Lied von Amanda Lear aus dem Jahr 1978, das von ihr und Anthony Monn geschrieben wurde. Es erschien auf ihrem dritten Studioalbum, Never Trust a Pretty Face.

## Geschichte
Das Lied ist eine Disco-Ballade mit der Musik und Produktion von Anthony Monn. Der Liedtext wurde von Amanda Lear selbst geschrieben. Die Sängerin nannte The Sphinx ihr bestes Lied.
1998 veröffentlichte Lear eine neue Version des Lieds auf ihrem Album Back in Your Arms.

## Charts und Chartplatzierungen
| ChartsChartplatzierungen | Höchstplatzierung | Wochen |
| ------------------------ | ----------------- | ------ |
| Deutschland (GfK)        | 19 (13 Wo.)       | 13     |